# 丹南藩
丹南藩（日语：／ Tannan-han */?）是日本河內國丹南郡丹南的藩，元和9年（1623年）7月創藩，明治4年7月14日（1871年8月29日）廢藩，石高在高峰期達13,000石，藩廳是丹南陣屋，藩校是創建於明治元年（1868年）的丹南學校，人口是1,709戶7,878人。武家屋敷方面，江戶藩邸上屋敷曾經設於虎門內，中屋敷曾經設於麻布笄橋，下屋敷曾經設於麻布笄橋、南本所和青山長者丸。

## 歷史
元和9年（1623年）7月，領有相模國、武藏國、上總國、下總國和近江國內約9,000石的大番頭高木正次就任為大坂加番，獲加增至10,000石，領地全數轉移至河內國丹南郡內22村。同年12月，正次在丹南村設置丹南陣屋。
寬永8年3月11日（1631年4月12日），正次長子高木正成繼位。寬永10年4月23日（1633年5月30日），正成獲加增安房國安房郡和上總國周淮郡內3,000石，丹南藩的石高升至13,000石。寬永12年（1635年），正成長子高木正弘繼位，他分知安房國安房郡和上總國周淮郡內3,000予其弟高木正好和高木正房。元祿11年12月（1699年1月），領地高松村、原寺村、丈六村和北村約1,660石被江戶幕府收回，翌年2月2日（1699年3月3日）作為替地獲下賜下野國足利郡4村以及河內國丹南郡2村約1,828石，藩主高木正陳在這時期變為定府大名。
寶曆8年5月9日（1758年6月14日），領地丹南郡伊賀村、河原城村、藤井寺村、岡村、小平尾村、平尾村和阿彌村約3,484石被江戶幕府收回，同年10月21日（11月21日）作為替地獲下賜河內國志紀郡東老原村、西老原村、丹北郡一津屋村、池內村、堀村、高木村、向井村、清水村和丹南郡北村約3,345石。明和6年（1769年）2月，領地丹南郡內12村或22村爆發名為鄉中騷動的一揆，22名庄屋中半數死在獄中，五人無罪，四人被流放，兩人被免職以及罰款。安永元年11月21日（1772年12月15日），藩主高木正弼由於處理騷動不善而被暫停出仕。
安永9年11月24日（1780年12月19日），若狹小濱藩藩主酒井忠與四子作為正弼養子而繼位，即高木正直。天明元年6月21日（1781年8月10日），上野小幡藩藩主松平忠福次子作為正直養子而繼位，即高木正剛。嘉永元年8月23日（1848年9月20日），美作津山藩藩主松平康哉之孫作為正剛養子而繼位，即高木正坦。萬延元年12月（1861年1月或2月），領內爆發強訴。慶應2年（1866年）5月，河內國國分村爆發一揆，丹南藩與鄰近的藩一同出兵鎮壓。明治2年11月18日（1869年12月20日），高木守庸次子高木正善作為正坦養子而繼位。明治4年7月14日（1871年8月29日），廢藩置縣。

## 歷任藩主
| 家名   | 家格      | 名稱     | 石高               | 領地                                                                 |
| ------ | --------- | -------- | ------------------ | -------------------------------------------------------------------- |
| 高木家 | 譜代 陣屋 | 高木正次 | 10,000石           | 河內國丹南郡                                                         |
| 高木家 | 譜代 陣屋 | 高木正成 | 10,000石↓ 13,000石 | 河內國丹南郡↓ 河內國丹南郡 安房國安房郡 上總國周淮郡                 |
| 高木家 | 譜代 陣屋 | 高木正弘 | 10,000石           | 河內國丹南郡                                                         |
| 高木家 | 譜代 陣屋 | 高木正盛 | 10,000石           | 河內國丹南郡                                                         |
| 高木家 | 譜代 陣屋 | 高木正豐 | 10,000石           | 河內國丹南郡                                                         |
| 高木家 | 譜代 陣屋 | 高木正陳 | 10,000石           | 河內國丹南郡↓ 河內國丹南郡 下野國足利郡                              |
| 高木家 | 譜代 陣屋 | 高木正恒 | 10,000石           | 河內國丹南郡 下野國足利郡                                            |
| 高木家 | 譜代 陣屋 | 高木正弼 | 10,000石           | 河內國丹南郡 下野國足利郡↓ 河內國丹北郡、丹南郡和志紀郡 下野國足利郡 |
| 高木家 | 譜代 陣屋 | 高木正直 | 10,000石           | 河內國丹北郡、丹南郡和志紀郡 下野國足利郡                            |
| 高木家 | 譜代 陣屋 | 高木正剛 | 10,000石           | 河內國丹北郡、丹南郡和志紀郡 下野國足利郡                            |
| 高木家 | 譜代 陣屋 | 高木正明 | 10,000石           | 河內國丹北郡、丹南郡和志紀郡 下野國足利郡                            |
| 高木家 | 譜代 陣屋 | 高木正坦 | 10,000石           | 河內國丹北郡、丹南郡和志紀郡 下野國足利郡                            |
| 高木家 | 譜代 陣屋 | 高木正善 | 10,000石           | 河內國丹北郡、丹南郡和志紀郡 下野國足利郡                            |

## 領地
| 令制國 | 郡             | 領地 |
| ------ | -------------- | --- |
| 河內國 | 丹南郡（23村） | 丹南村、太村、黑山村、阿彌陀寺村、 北余部村、南余部村、原寺村、北村、高松村、丈六村、北野田村、菅生村、平尾村、小平尾村、河原城村、柏山村、野村、伊賀村、藤井寺村、岡村、夙村、西川村、夙村之內 |

| 令制國 | 郡     | 領地                                                                                             |
| ------ | ------ | ------------------------------------------------------------------------------------------------ |
| 下野國 | 足利郡 | 板倉村、五十部村、菅田村、助戶村                                                                 |
| 河內國 | 志紀郡 | 西老原村、東老原村                                                                               |
| 河內國 | 丹南郡 | 北村、南余部村、太井村、北余部村、黑山村、野村、樫山村、丹南村、西川村、菅生村、北野田村、東野村 |
| 河內國 | 丹北郡 | 池內村、堀村、清水村、向井村、一津屋村、高木村                                                   |

## 註解
1. ↑  丹南現為大阪府堺市美原區丹南（日语：丹南村）和松原市丹南、立部和岡（日语：松原町）一帶[1]。
2. ↑  現行對應地名如下：
  - 虎門內上屋敷現為東京都千代田區霞關3丁目1−1[4]。
  - 麻布笄橋（青山高樹町）現為東京都港區南青山7丁目北部、6丁目西部和西麻布2丁目一帶[5][3]。
  - 青山長者丸下屋敷現為港區南青山7丁目[6]。
3. ↑  現行對應地名如下[1]：
  - 高松村現為堺市東區高松（日语：野田村 (大阪府南河内郡)）、草尾和大美野（日语：大草村 (大阪府)）一帶。
  - 原寺村現為堺市東區日置莊原寺町（日语：日置荘原寺町）、日置莊西町（日语：日置荘西町）和日置莊北町一帶。
  - 丈六村現為堺市東區丈六（日语：野田村 (大阪府南河内郡)）。
  - 北村現為堺市東區日置莊北町一帶。
4. ↑  現行對應地名如下[1]：
  - 伊賀村現為大阪府羽曳野市伊賀（日语：埴生村 (大阪府)）、高鷲（日语：高鷲町）5丁目、向野（日语：埴生村 (大阪府)）2至3丁目、野野上（日语：埴生村 (大阪府)）5丁目和羽曳野5丁目一帶。
  - 河原城村現為羽曳野市河原城（日语：丹比村 (大阪府)）、羽曳丘西、桃山台3至4丁目、羽曳野7丁目、羽曳丘和學園前一帶。
  - 藤井寺村現為大阪府藤井寺市藤井寺（日语：藤井寺町）、東藤井寺町、藤丘、藤井寺公團、岡和御舟町一帶。
  - 岡村現為藤井寺市岡（日语：藤井寺町）、春日丘、藤井寺、春日丘公團、御舟町、北岡和惠美坂一帶。
  - 小平尾村現為堺市美原區小平尾（日语：平尾村 (大阪府)）和Satsuki野西（日语：さつき野 (堺市)）一帶。
  - 平尾村現為堺市美原區平尾（日语：平尾村 (大阪府)）、Satsuki野西、Satsuki野東（日语：さつき野 (堺市)）和木材通一帶。
  - 阿彌村現為堺市美原區阿彌（日语：黒山村）。
5. ↑  現行對應地名如下[1]：
  - 東老原村和西老原村現為大阪府八尾市東老原和西老原（日语：志紀）。
  - 一津屋村現為松原市一津屋（日语：恵我村）和西野野一帶。
  - 池內村現為松原市天美東和天美北（日语：天美町）一帶。
  - 堀村現為松原市天美南（日语：天美町）一帶。
  - 高木村現為松原市北新町（日语：布忍村）、天美西和天美南一帶。
  - 向井村現為松原市東新町、北新町（日语：布忍村）和天美南一帶。
  - 清水村現為松原市南新町和北新町（日语：布忍村）一帶。
6. ↑  國分村現為大阪府柏原市國分、國分本町、國分市場、國分東條町、國分西、田邊、旭丘（日语：国分 (柏原市)）和圓明町（日语：玉手）一帶[1]。

## 外部連結
- . kotobank （日语）.